# Randello
Randello è un cognome di lingua italiana.

## Varianti
Randelli.

## Origine e diffusione
Il cognome è tipicamente panitaliano.
Potrebbe derivare dal termine randello, inteso come bastone. È affine ai cognomi Bastoni, Mattarello e Scipione.